# Реверс

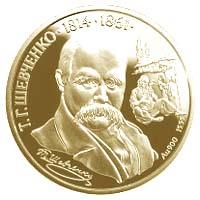
Реверс пам'ятної монети Тарас Шевченко

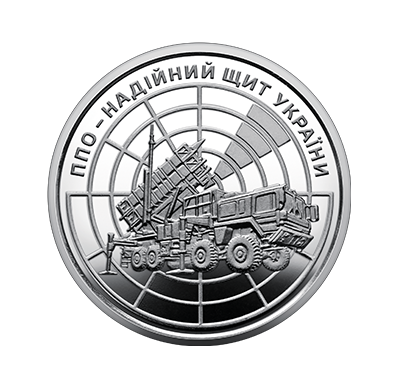
Реверс пам'ятної обігової монети «ППО — надійний щит України»

Ре́верс — зворотний бік монети або медалі, протилежний до аверса. Зазвичай на реверсі розміщується номінал монети.

## Правила визначення реверсу

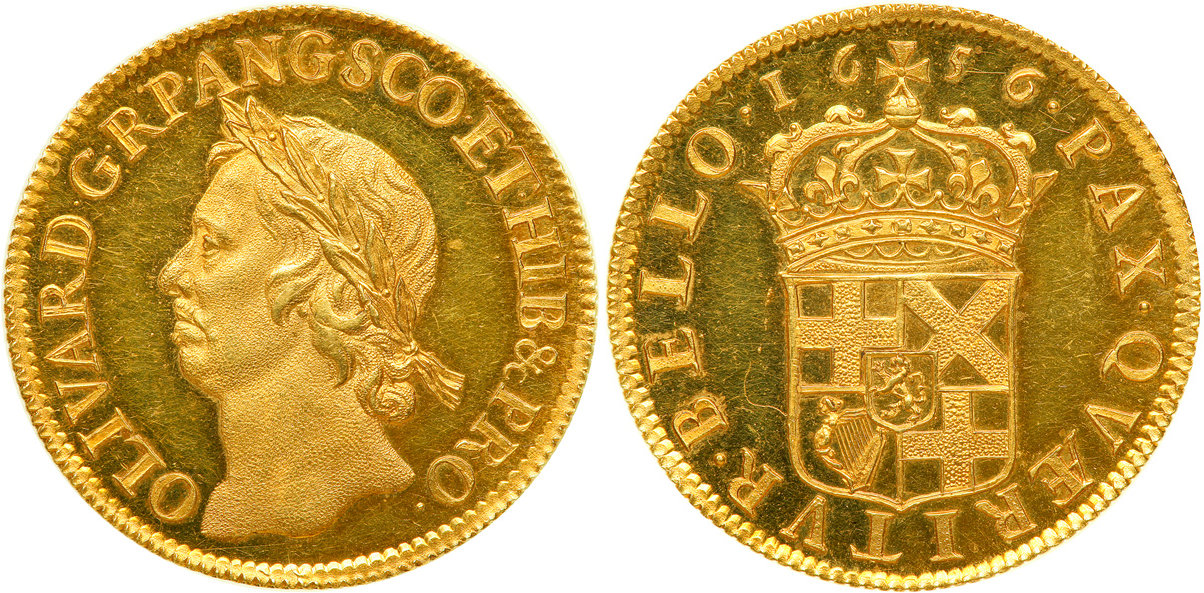
Англійський брод 1656 року, аверс з портретом Кромвеля, реверс з гербом Англійської співдружності

У спеціальній літературі немає єдиної думки щодо правил встановлення лицьової і зворотної сторони, у багатьох країнах існують свої власні правила визначення сторін монети. При визначенні реверсу монети слід керуватися порадами каталогів країн-емітентів, що випустили монету. Зазвичай реверсом є та сторона монети, де розміщується номінал монети.
В країнах з монархічним складом, де на монетах присутнє зображення правлячого монарха, аверсом вважають сторону монети з його зображенням, а реверсом — протилежну, незалежно від присутності на ній герба чи номіналу. В деяких випадках монета могла нести зображення не монарха, а голови держави, зазвичай наділеного диктаторськими повноваженнями, прикладом такої монети може слугувати англійська монета брод, де на аверсі був портрет лорда-протектора Олівера Кромвеля, а на реверсі герб.
В інших випадках, коли аверсом вважають сторону монети з гербом країни емітента, реверсом є протилежна сторона монети, незалежно від того, чи є на ній позначення номіналу.
На монетах де відсутній герб, де аверсом є сторона монети з позначенням країни емітенту, реверсом є зворотна сторона.

## Реверс українських монет
На українських обігових монетах на аверсі розміщується Малий Герб України, реверсом є зворотна сторона монети на якій позначається номінал.
На пам'ятних монетах України номінал зазвичай розташований на аверсі монети, на реверсі зображуються основні персонажі, дати, події, яким присвячена дана монета.

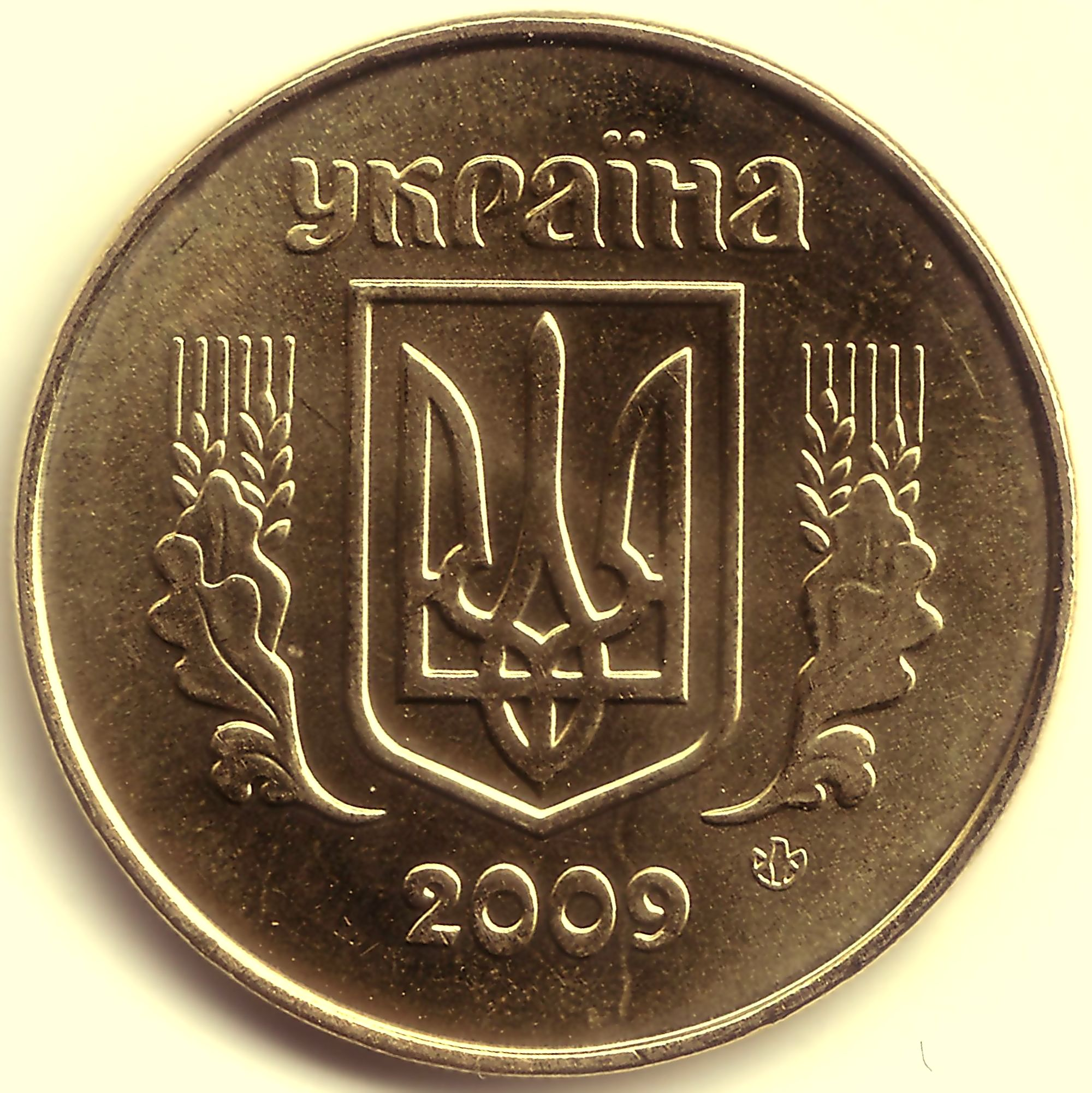
Монета 25 копійок, 2009. Аверс з гербом, позначенням країни, емблемою банка емітента
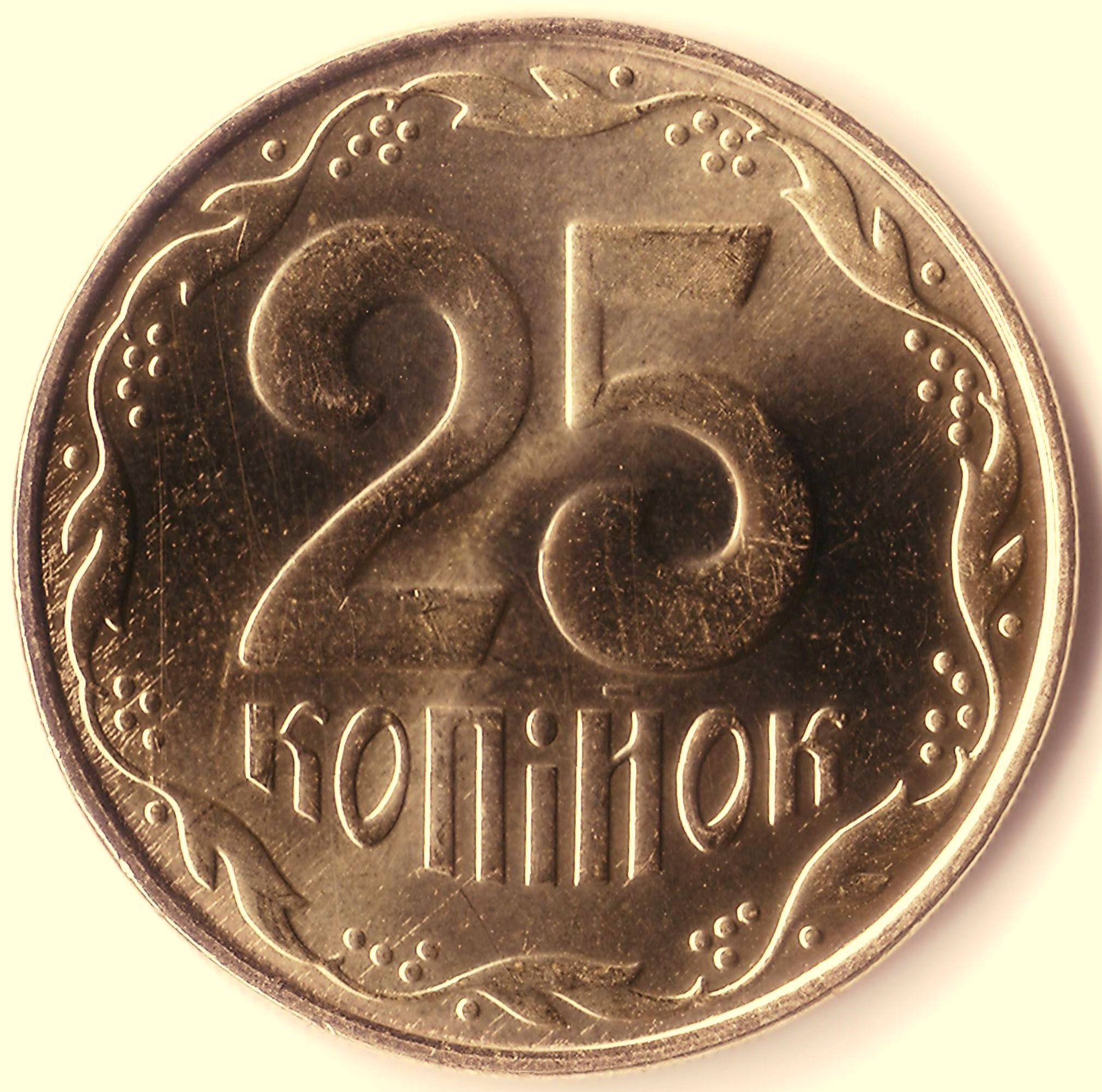
Монета 25 копійок, 2009. Реверс з номіналом
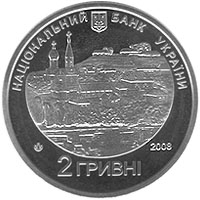
Пам'ятна монета 2  гривні «Григорій Квітка-Основ'яненко», 2008. Аверс з гербом, назвою банка емітента та номіналом
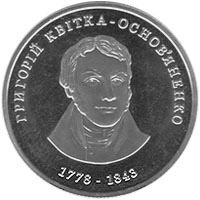
Пам'ятна монета 2  гривні, «Григорій Квітка-Основ'яненко», 2008. Реверс з портретом письменника

### Співвідношення аверсу й реверсу

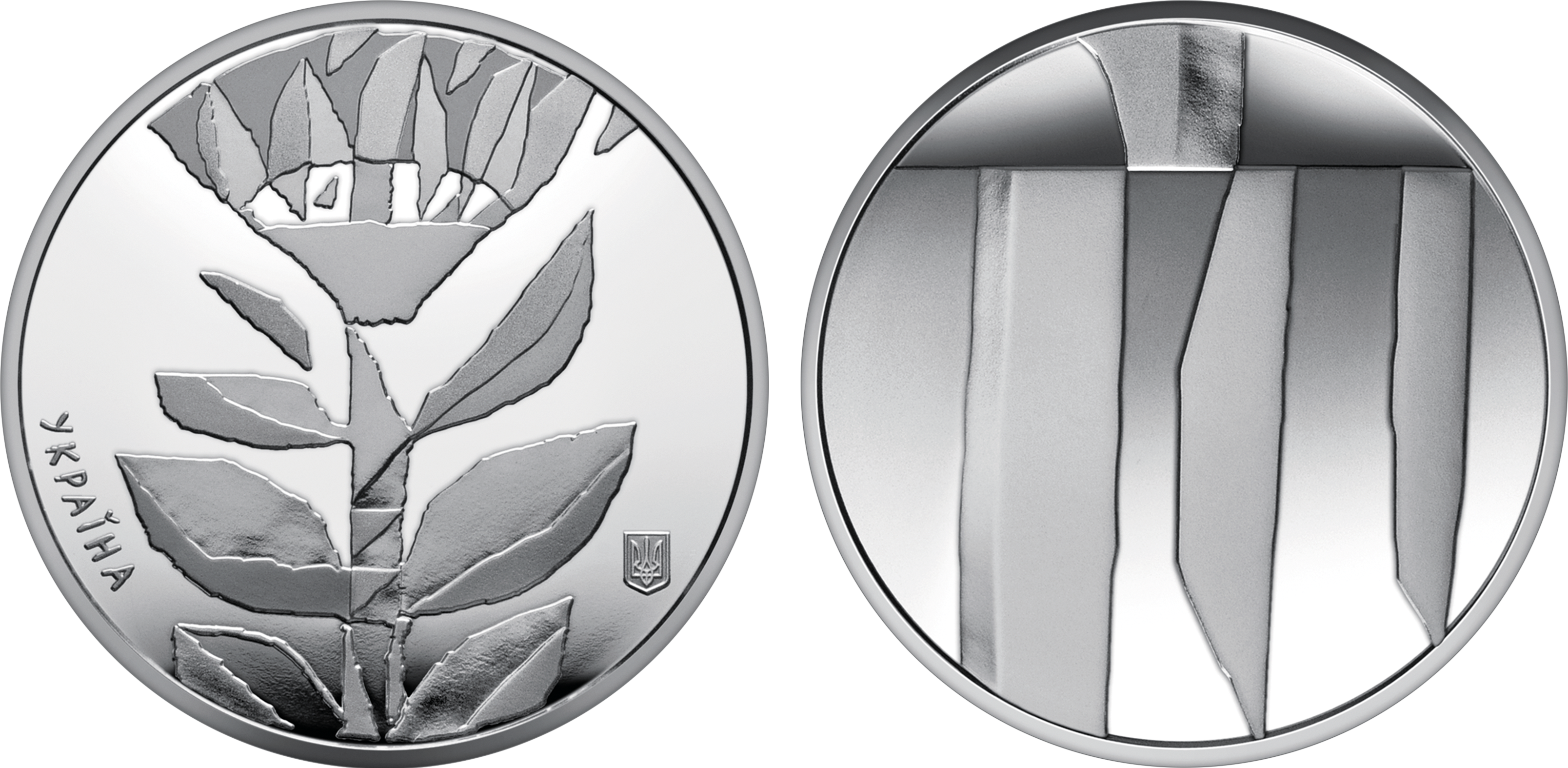
Монетне співвідношення аверсу й реверсу монети «Країна супергероїв. Дякуємо енергетикам» (180°)

Характерною рисою монет є співвідношення аверсу до реверсу. Існує два варіанти — монетне й медальне. З монетним співвідношенням верхня частина аверсу та реверсу опинятимуться вгорі, якщо монету обертати по горизонтальній осі, а з медальним — по вертикальній. Іншими словами, у випадку монетного співвідношення верх аверсу збігається з низом реверсу, а медального — верхні точки збігаються з обох боків. 
В Україні монети карбують з медальним співвідношенням. Однак 26 вересня 2023 року в обіг ввели «Країну супергероїв. Дякуємо енергетикам», першу монету з монетним співвідношенням.